# Centro de vigilancia espacial de Bisei
El Centro de vigilancia espacial de Bisei (Bisei Spaceguard Center en inglés) se creó exclusivamente para rastrear asteroides y desechos espaciales. Estos restos, junto con naves espaciales  y satélites obsoletos, así como otros objetos pequeños puede representar un peligro para las naves espaciales en funcionamiento. Bisei fue construido en 2000 en Bisei, prefectura de Okayama, Japón, por el Foro Espacial de Japón (JSF) con aportes del ministerio de educación, cultura, deportes, ciencia y tecnología de Japón. Todos los gastos del centro están cubiertos por la agencia de exploración aeroespacial de Japón (JAXA). Los telescopios que llevan la cuenta de cualquier desechos espaciales están a cargo de miembros de la asociación de vigilancia espacial de Japón. Además del centro de vigilancia espacial, la instalación también incluye un observatorio astronómico.

## Instrumental
El telescopio Cassegrain de 1 metro  tiene un campo de visión de tres grados y está previsto utilizar un mosaico de diez detectores CCD, cada uno de los cuales tendrá unas dimensiones de 2096x4096  píxeles. Un telescopio de 0,5 metros con un campo de visión de 2 x 2 grados inició sus operaciones en febrero de 2000. Una vez que el telescopio de búsqueda NEO de 1 metro comience sus operaciones, el telescopio de 0,5 metros se utilizará para realizar observaciones astrométricas de seguimiento.
El asteroide del cinturón principal 17286 Bisei, descubierto por BATTeRS en julio de 2000, recibió el nombre de la ciudad donde se encuentran el Centro de Vigilancia Espacial Bisei y el Observatorio Astronómico Bisei.